# Фред Квімбі
Фредерік С. «Фред» Квімбі (англ. Frederick C. "Fred" Quimby, 31 липня 1886 — 16 вересня 1965) — американський анімаційний продюсер, відомий перш за все за рахунок мультсеріалу «Том і Джеррі», який приніс йому сім премій «Оскар».
Свою кар'єру він почав як журналіст у рідному Міннеаполісі. В 1907 році він став керівником кінотеатру в містечку Міссула в Монтані, а пізніше дістав роботу на кіностудії «Pathé». На початку кар'єри як продюсер у 1921-му Квімбі домігся великих успіхів на кіностудії, ставши одним із членів ради директорів. У 1924-му його на роботу взяла кіностудія «Fox», а в 1927-му Квімбі перейшов на «MGM», де став главою відділу розвитку. В 1937-му він був призначений керівником відділу анімації, створеним на «MGM» в тому ж році.
У 1939-му Вільям Ганна та Джозеф Барбера запропонували йому екранізувати свою серію карикатур про пригоди кота і миші, що призвело до появи епізоду «Кішечка отримує штурхан», що став першим у серії мультиплікаційних фільмів «Том і Джеррі». До того ж цей епізод був номінований на премію «Оскар». Надалі Фред Квімбі ще п'ять разів номінувався на премію Американської кіноакадемії і сім разів ставав її володарем. У 1955 році він пішов з «MGM», а через рік студійна анімаційна студія була закрита, разом з чим завершився і показ мультсеріалу «Том і Джеррі». Фред Квімбі помер у Санта-Моніці 1965-го у віці 79 років.
Останнім фільмом Фреда Квімбі, випущеним у 1955 році, став мультфільм Доброчесність людей — рімейк його ж мультфільму 1939 «Мир на Землі» — стрічка про постапокаліптичний світ, заселений тваринами.

## Нагороди
- Оскар — «Найкращий короткометражний мультфільм» («Том і Джеррі»): 1944, 1945, 1946, 1947 , 1949, 1952, 1953